# Cristhian Stuani
Cristhian Ricardo Stuani Curbelo (født 12. oktober 1986 i Tala, Uruguay) er en uruguayansk fodboldspiller (angriber). Han spiller hos Girona i den spanske La Liga.

## Landshold
Stuani har (pr. april 2018) spillet 40 kampe og scoret fem mål for Uruguays landshold, som han debuterede for 14. november 2012 i en venskabskamp mod Polen. Han var en del af den uruguayanske trup til VM 2014 i Brasilien og VM i 2018 i Rusland.